# Flagge Gambias
Die Flagge Gambias wurde von Pa Thomasi entworfen. Sie wurde am 18. Februar 1965 offiziell eingeführt.

## Beschreibung und Bedeutung

Aufbau der Nationalflagge

Die Nationalflagge von Gambia hat fünf Streifen im Verhältnis 6:1:4:1:6. Die Farben der Flagge haben folgende Bedeutung:
- Rot symbolisiert die Sonne, deren Strahlen Gambias Zukunftshoffnungen darstellt
- Blau steht für den durch das Land fließenden Gambia-Strom
- Grün weist auf die Landwirtschaft bzw. Naturschätze hin
- Weiß steht sinnbildlich für den Frieden und Einigkeit.

## Geschichte

Flagge von Britisch-Westafrika, 1821 bis 1888
Flagge des Gouverneurs von Britisch-Westafrika

Flagge der Kolonie Gambia, 1888 bis 1965
Flagge des Gouverneurs von Gambia
Flagge des Generalgouverneurs von Gambia, 1965 bis 1970

## Weitere Flaggen Gambias

Flagge des Präsidenten der Republik Gambia, seit 1970
Botschafterflagge Gambias